# Varennes-Saint-Sauveur
Varennes-Saint-Sauveur è un comune francese di 1 211 abitanti situato nel dipartimento della Saona e Loira nella regione della Borgogna-Franca Contea.

## Società

### Evoluzione demografica
Abitanti censiti